# Gloria Davy
Gloria Davy (ur. 30 marca 1931 w Nowym Jorku, zm. 28 listopada 2012 w Genewie) – amerykańska śpiewaczka operowa, sopran.

## Życiorys
W latach 1948–1953 studiowała w nowojorskiej Juilliard School u Belle Julie Soudent, została nagrodzona Marian Anderson Award. Zadebiutowała w 1953 roku z teatrem objazdowym w roli tytułowej w Porgy and Bess Gershwina. Uzupełniające studia muzyczne odbyła w Mediolanie u Victora de Sabaty. W 1954 roku w Nowym Jorku wystąpiła w roli Hrabiny w amerykańskiej premierze Capriccio Richarda Straussa. W 1957 roku wykonała w Nicei rolę tytułową w Aidzie, tą samą rolą debiutowała w 1958 roku na deskach nowojorskiej Metropolitan Opera, a później w Operze Wiedeńskiej (1960) i Covent Garden Theatre w Londynie (1961). Śpiewała też partie Paminy w Czarodziejskim flecie, Neddy w Pajacach i Leonory w Trubadurze. W latach 1975–1985 regularnie koncertowała w Europie. Od 1985 do 1993 roku wykładała na Uniwersytecie Indiany w Bloomington.